# Smrčina (přírodní památka)
Smrčina je přírodní památka východně od obce Sobotín v okrese Šumperk. Chráněné území zaujímá bezprostřední okolí Sokolské chaty poblíž sedla mezi vrchy Smrčina (670 m) a Havraní vrch (778 m) v Hanušovické vrchovině. Oblast spravuje AOPK ČR Správa CHKO Jeseníky. Důvodem ochrany je největší krupníkové těleso v Česku.